# Filippo Conca
Filippo Conca (Lecco, 22 settembre 1998) è un ciclista su strada italiano, che corre per il Team Jayco AlUla.
Si è laureato campione italiano su strada nel 2025.

## Palmarès

### Strada
- 2015 (juniores)

Memorial Franco Ghelfi
- 2019 (Biesse Carrera)

Giro del Valdarno
- 2020 (Biesse Arvedi)

Extragiro
- 2025 (Swatt Club, una vittoria)

Campionati italiani, Prova in linea

#### Altri successi
- 2021 (Lotto Soudal)

Classifica scalatori Tour de la Provence

## Piazzamenti

### Grandi Giri
- Vuelta a España

2022: non partito (17ª tappa)

### Classiche monumento
- Milano-Sanremo

2022: 145º
- Giro di Lombardia

2022: ritirato